# Frente Nacional Español
El Frente Nacional Español (FNE) fue un partido político español de ideario falangista creado en la última etapa de la dictadura franquista, presidida por Raimundo Fernández-Cuesta, que dio lugar en octubre de 1976 al partido político Falange Española de las JONS.

## Historia
Tentativamente presentada bajo el nombre de Frente Español, el parecido de las siglas con el del partido de Falange Española condujo a que el Consejo Nacional del Movimiento rechazara la denominación. Habían solicitado su aprobación falangistas de «primera hora» junto con algunos falangistas de generaciones posteriores.
La comisión delegada provisional que presentó junto con los estatutos y memoria en noviembre de 1975 para su constitución definitiva como asociación política estaba compuesta por Raimundo Fernández Cuesta, Manuel Valdés Larrañaga, Agustín Aznar, Roberto Reyes Morales, Elvira Hernández Pérez Moyano, Jesús Suevos, José Antonio Elola Olaso, Esperanza Labajo, Alfredo Jiménez Millas, Alberto García Ortiz, Joaquín Gías Jové, Carmen Werner, Josefina Veglison, Eduardo Uzgorri, Luis Ibarra Landete, Eduardo Villegas Girón y José Antonio Peche y Primo de Rivera.
El principal objetivo del FNE —que era una de las 8 asociaciones políticas que ya habían sido legalizadas a las alturas de junio de 1976— era la unificación del sector falangista, por lo que, a pesar de haber formado parte en 1976 de una comisión de asociaciones junto a Unión del Pueblo Español, ANEPA, UDE y Unión Nacional Española, rechazó tomar partido en un frente común de fuerzas derechistas, como el que acabaría representando la federación de partidos de Alianza Popular. Una vez en vigor la nueva Ley sobre el Derecho de Asociación Política de junio de 1976, que levantaba el veto al uso de simbología patrimonial del «Movimiento», compitió por las siglas oficiales de la Falange joseantoniana con otros grupos falangistas como los Círculos Doctrinales José Antonio, el sector en torno a Sigfredo Hillers (futura Falange Española Independiente), y la Falange Española Auténtica. El FNE, que no dejaba de ser el único de los grupúsculos con relativo predicamento dentro del Consejo Nacional del Movimiento, se llevó el gato al agua y obtuvo el nombre oficial de «FE de las JONS», para el partido que legalizaría en octubre de 1976.